# In den Eenhoorn

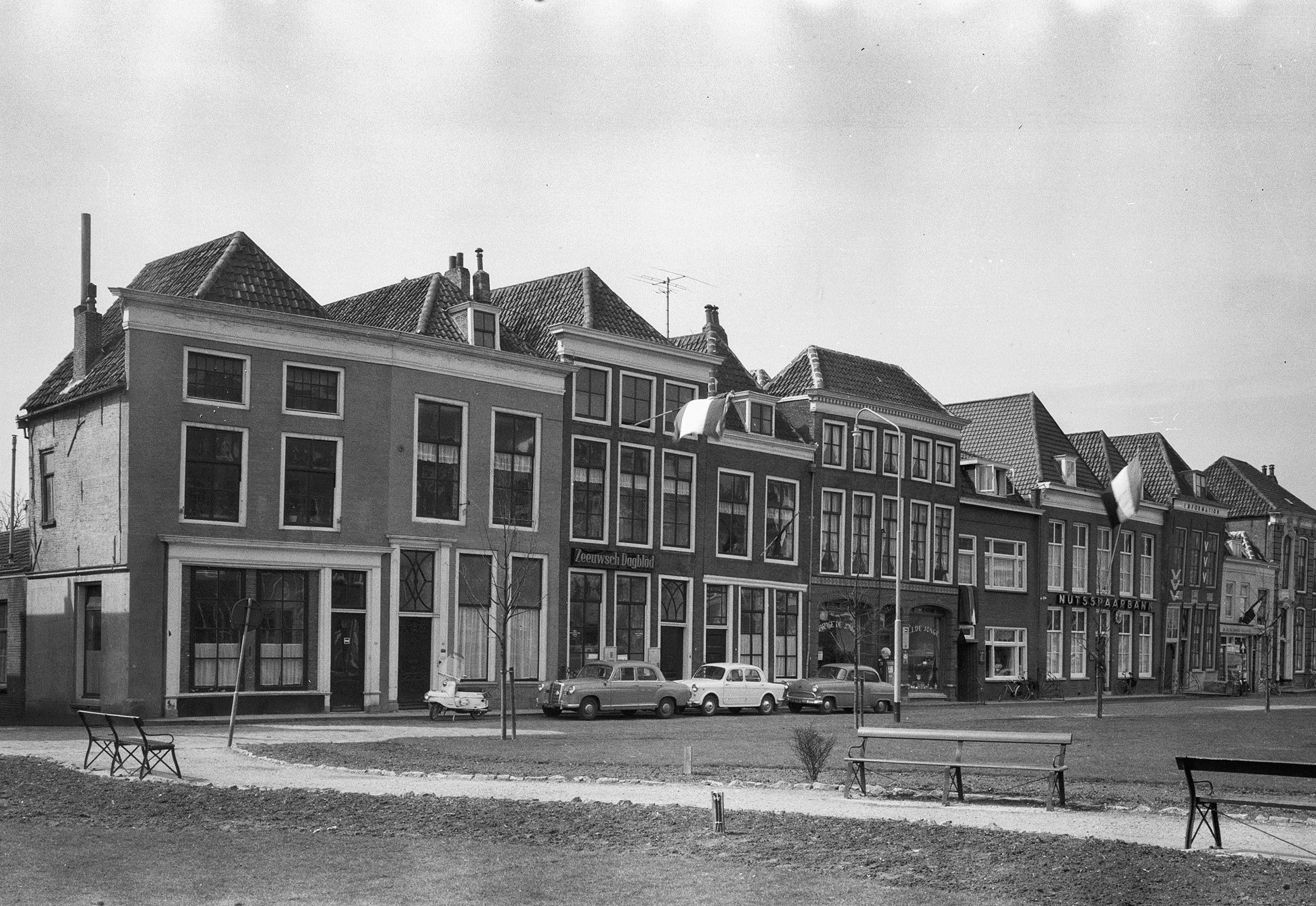
Overzicht Havenpark anno 1962 met rechts De Eenhoorn

In den Eenhoorn (of kortweg De Eenhoorn) is een voormalige bierbrouwerij en rijksmonument aan Havenpark 14 in Zierikzee in de Nederlandse provincie Zeeland. 

## Geschiedenis
Brouwerij in den Eenhoorn dateert volgens de gevelstenen uit 1639 en werd volgens oude documenten in 1652 bewoond door brouwer Thomas van der Schatte, die mogelijk ook de oprichter van de brouwerij was. Wanneer de brouwactiviteiten stopten is niet geweten maar tot voor omstreeks 1840 waren er inwendig nog overblijfselen die op het gebruik van een brouwerij duidden. Het gebouw kreeg in 1966 de status van rijksmonument.

## Beschrijving
Het huidige gebouw heeft een lijstgevel uit de 18e eeuw met restanten van de vroegere gevel uit de 17e eeuw. De bovendorpels van de benedenvensters en voordeur zijn versierd met snijwerk. Drie gevelstenen vermelden D'Brouwerij in den Eenhoorn en Anno 1639. Aan de stoep staan twee smeedijzeren stoephekken en links naast de voordeur bevindt zich een houten poortje.